# Драч Олег Тарасович
Оле́г Тара́сович Драч (нар. 1 жовтня 1959, с. Водяне, Пустомитівський район Львівська область) — український актор, режисер, педагог. Заслужений артист України (1997).

## Біографічні відомості
У 1981 р. закінчив Київський державний інститут театрального мистецтва імені І. К. Карпенка-Карого (курс Н. А. СРСР А. Є. Гашинського).
Один із фундаторів Львівського театру ім. Леся Курбаса (разом з Володимиром Кучинським і Тетяною Каспрук) (1987 р.).
З 2019 року — художній керівник акторського курсу на кафедрі сценічного мистецтва в Київській Академії Мистецтв.
Працює завідувачем відділу культурології у НЦТМ ім. Леся Курбаса. Керівник театральної лабораторії «СТУДіЯ А. К. Т.». досліджує природу творчих  процесів Людини. Проводить психофізичні тренінги, направлені на пробудження творчої природи та розвиток особистості.
Розробив оригінальну освітню методу. направлену на пробудження творчого потенціалу актора, режисера, драматурга, — Метод Креативної Структурованої Імпровізації.
Проводить майстер-класи «ТЕРИТОРІЯ ТВОРЕННЯ» в університетах, акторських школах, театрах і театральних центрах України та за кордоном.
Проводить  Театральні Літні Школи для дослідників театру.
Вистави: «Жінки», 2005, «Дочасність», 2007, «Апперцепція дочасності», 2010—2011, «С7М» 2013, «Дванадцять персонажів у пошуках автора», «НA-Вій-НА», «СІМ» 2014."ВІСТЬ" 2015."ТІНІ ЗАБУТИХ" 2016. «ЕФЕКТ МІНЕТТІ» 2018 р.
Всі спектаклі створюються за допомогою Методу Креативної Структурованої Імпровізації. Тексти і персонажі створюються суб'єктами, які беруть участь у виставах.
Співавтор з Владиславою Гаврилюк Літньої Школи в селі Криворівня «Територія Творення».
Співавтор з Владиславою Гаврилюк онлайн-курсу школи «Територія Творення»
Активно знімається у кіно (понад 70 ролей), в кінопроєктах Польщі, Росії, Єгипту, Курдистану та  США.
Автор документального фільму «Коляда для Параски» 2005 р.
У 2012 році у видавництві СПОЛОМ вийшла у світ перша збірка оповідань «СЕВЕРИНОВІ СНИ».
У 2013 році видавництво НОВА КНИГА  надрукувала книжку «С7М»  (сім) з серії «Бесіди з Майстром».
У 2018 році у Видавництві Анети Антоненко побачив світ роман «ПАСАЖИР».

## Участь у майстернях та майстер-класах
- Театр «Школа драматичного мистецтва» (А.Васильєв, 1986-88, Москва);
- Osrodek Praktyk Teatralnych «Gardzienice» (В.Станєвський, 1990-92, Польща);
- Центр Є.Гротовського (1992, Люблін, Польща);
- Saratoga International Theatre Institute (M.Bogardt, 1994, Нью-Йорк, США);
- Columbia University Drama School (A.Scherban, 1994, Нью-Йорк, США);
- Yale University Drama School (1994, США);
- Cambridge University Drama School (1995, Бостон, США);
- International theatre workshop festival (1997, Лондон, Велика Британія);
- Щорічна Літня школа «Територія Творення (з 2011,Україна с. Криворівня);
- Ewropejski Ośrodek Praktyk Teatralnych „Gardzienice“ (2014, 2015, Польща);

З 1998 року проводить свої пошукові акторські майстерні у створеній ним театральній лабораторії „СТУДіЯ А. К. Т.“ при НЦТМ ім. Леся Курбаса у Києві.

## Фільмографія
| Рік  | Проєкт                               | Кіностудія | Режисер           | Роль                                                    |
| ---- | ------------------------------------ | --- | ----------------- | ------------------------------------------------------- |
| 1981 | «Ярослав Мудрий»                     | «Мосфільм» / «Кіностудія імені Олександра Довженка»                                                                               | Григорій Кохан    | князь Борис                                             |
| 1985 | «Вечорниці»                          | «Українська студія телевізійних фільмів»                                                                                          | Ю. Суярко         | Антон                                                   |
| 1986 | «Запорожець за Дунаєм»               | «Українська студія телевізійних фільмів»                                                                                          | Ю. Суярко         | Андрій                                                  |
| 2000 | «Аве Марія»                          | «Кіностудія імені Олександра Довженка»                                                                                            | Людмила Єфіменко  | Анатолій                                                |
| 2002 | «Нероби»                             | «Студія Байрак» | Оксана Байрак     | Олексій                                                 |
| 2002 | «Богдан»                             | «Кіностудія імені Олександра Довженка»                                                                                            | Микола Мащенко    | Дубровский                                              |
| 2002 | «Молитва за Гетьмана Мазепу»         | «Кіностудія імені Олександра Довженка»                                                                                            | Юрій Іллєнко      | князь Голіцин                                           |
| 2003 | «Залізна сотня»                      | «Олесь-фільм» | Олесь Янчук       | Барц                                                    |
| 2007 | «Катинь»                             | ПОЛЬЩА | Анджей Вайда      | Червоний комісар                                        |
| 2016 | «Поганий хороший коп»                | «StarLightMedia» / «Film.UA» / «ICTV»                                                                                             | Максим Литвинов   | Олег Скіпський                                          |
| 2017 | «Кіборги»                            | «Ідас Філм» | Ахтем Сеїтаблаєв  | начальник генерального штабу Муженко Віктор Миколайович |
| 2018 | «Кобзарський цех»                    | «Вавилон» | Віктор Придувалов | водій позашляховика                                     |
| 2019 | Ціна правди пол./англ. Gareth Jones) | Film Produkcja (Польща) Studio Produkcyjne Orka (Польща) Parkhurst (Канада) Кінороб (Film.ua Group) (Україна) Jones Boy Film (ВБ) | Аґнешка Голланд   | Леонід                                                  |
| 2019 | «Іловайськ 2014. Батальйон Донбас»   | | Іван Тимченко     | Скіф (Романенко Олександр Трохимович)                   |
| 2022 | «Снайпер. Білий ворон»               | UM-Group | Мар'ян Бушан      | Сєрий                                                   |
| 2023 | «Довбуш»                             | Pronto film | Олесь Санін       | граф Денгоф                                             |